# Darlings of Rhythm
Les Darlings of Rhythm sont un orchestre de swing composé de musiciennes afro-américaines, actif dans les années 1940. On les compare souvent aux International Sweethearts of Rhythm, un autre groupe de musiciennes de la même époque.

## Histoire
Le groupe est formé en 1943 à Harlem par la saxophoniste Lorraine Brown,. Ses membres proviennent parfois d'autres orchestres comme The Dixie Sweethearts. Frann Gaddison et Vi Wilson jouaient dans les Sweethearts of Rhythm, Jessie Turner et Margaret Backstrom viennent du Eddie Durham's All-Star Girl Orchestra. En 1944, le saxophoniste Clarence Love (1908 - 1998) prend la direction de l'orchestre. En 1945, Hettie Smith remplace Henrietta Fontaine aux percussions.
La contrebassiste, la batteuse et la saxophoniste partiront rejoindre l'orchestre des Syncoettes, créé par Sarah McLawler ; d'autres partent pour les Hell Divers de Tiny Davis.

## Membres
Liste non exhaustive, la formation ayant évolué.
- Margaret "Padjo" Backstrom (saxophone ténor)
- Aurora Bell (trombone)
- Josephine Boyd (saxophone alto)
- Gurthalee Clark (instruments à anche)
- Henrietta Fontaine (percussion)
- Frann Gaddison (saxophone)
- Ozzie Bumps Huff (piano)
- Marie Johnson (trompette)
- Joan Lunceford (chant)
- Jean Ray Lee, dite aussi Geene Lee (trompette)
- Thelma Lewis (trompette)
- Clarence Love (direction)
- Lula Roberts (saxophone)
- Hettie Smith (percussion)
- Helen Taborn (chant)[3]
- Jessie Turner (trombone)
- Vi Wilson (contrebasse)
- Myrtle Young (saxophone)